# Conus santii
Espèce
Conus santii est une espèce de mollusques gastéropodes marins de la famille des Conidae.
Comme toutes les espèces du genre Conus, ces escargots sont prédateurs et venimeux. Ils sont capables de « piquer » les humains et doivent donc être manipulés avec précaution, voire pas du tout.

## Taxonomie

### Publication originale
L'espèce Conus santii a été décrite pour la première fois en 2022 par le malacologiste italien Tiziano Cossignani (d) dans « Malacologia Mostra Mondiale »,.

### Synonymes
- Varioconus santii T. Cossignani, 2022 · appellation alternative